# Relaciones Azerbaiyán-Canadá
Las relaciones Azerbaiyán-Canadá son las relaciones diplomáticas y bilaterales entre estos dos países.

## Relaciones históricas
Canadá ha tenido relaciones diplomáticas con la República de Azerbaiyán desde el 10 de agosto de 1992, poco después del reconocimiento de la independencia de Azerbaiyán por parte de Argentina el 25 de diciembre de 1991.
El grupo interparlamentario entre Azerbaiyán y Canadá fue creado en noviembre de 2006 en Canadá baje la presidencia del miembro del Partido Conservador de Canadá.  La Asamblea constituyente fue celebrado el 9 de marzo de 2016 em el Parlamento de Canadá. 
En la Asamblea Nacional de la República de Azerbaiyán también funciona el  Grupo de trabajo de las relaciones interparlamentarias, que fue creado el 5 de diciembre de 2000 y su primer jefe fue Samur Novruzov. Actualmente el grupo se presidido por Fuad Muradov (desde el 4 de marzo de 2016).

## Relaciones económicas
El 7 de septiembre de 2014 el gobierno de Canadá y el gobierno de Azerbaiyán firmaron la Convención bilateral sobre doble tributación y prevención de la evasión fiscal. 